# Tysnes
Tysnes és un municipi situat al comtat de Vestland, Noruega. Té 2.797 habitants (2016) i la seva superfície és de 255,12 km². El centre administratiu del municipi és el poble d'Uggdal.

## Fills il·lustres
- Olav Gurvin (1893-1974), musicòleg i professor de música.[2]